# معمایی ساده
معمایی ساده (به انگلیسی: Cozy mysteries) از زیرژانرهای داستان جنایی است که در آن رابطه جنسی و خشونت رخ نمی‌دهد، و کارآگاه یک مأمور آماتور است، و جنایت و کشف آن در یک فضای کوچک جامعه‌ای صمیمی اتفاق می‌افتد. داستان معمایی ساده در تضاد با داستان‌های تخیلی قرار می‌گیرد، که خشونت بیشتر، و تمایلات جنسی محور اصلی طرح داستان است.
کارآگاهان در چنین داستان‌هایی آماتور و اغلب زن هستند. آن‌ها معمولاً یک رابط با نیروی پلیس دارند که می‌تواند به آن‌ها دسترسی به اطلاعات مهم در مورد پرونده را بدهد، و این رابط معمولاً همسر، معشوق، دوست یا عضو خانواده است، نه یک همکار سابق. کارآگاهان در داستان معمایی ساده از سوی مقامات به‌عنوان افراد پرمشغله فضول کنار زده می‌شوند، به‌ویژه اگر زنان میانسال یا مسن باشند. آن‌ها در استراق سمع، جمع‌آوری سرنخ‌ها، و استفاده از هوش و «احساس شهودی» خود برای حل جرم آزادند.
شخصیت خانم مارپل که توسط آگاتا کریستی خلق شده‌است در این زیرژانر است و با ۱۲ رمان، بارها برای سینما و تلویزیون اقتباس شده‌است.